# نورد-اویاسیون

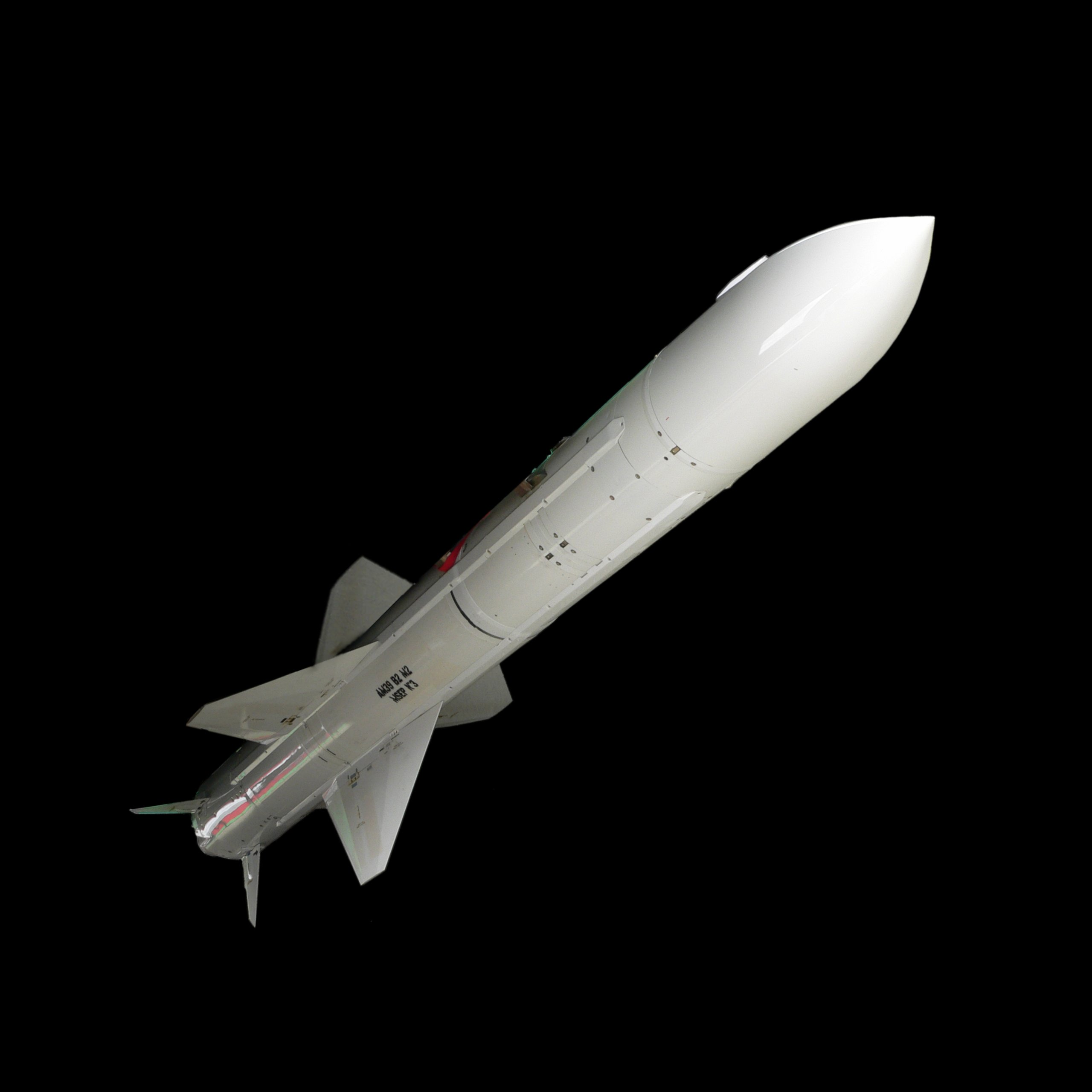
موشک اگزوسه طراحی شده به وسیلهٔ نورداویاسیون

نورد-اویاسیون (به فرانسوی: Nord-Aviation) یک شرکت دولتی فرانسوی تولید کنندهٔ هواگرد بود. این شرکت در تاریخ یکم اکتبر ۱۹۵۴ پس از این که شرکت فرانسوی مطالعه و ساخت تجهیزات هوافضا به تملک شرکت ملی سازه‌های هوانوردی شمال (نور) درآمد بر پا شد. واژهٔ نور همچنین نام تجاری هواگرد سبک پنگوئن است.
مرکز این شرکت در فرودگاه بورژ است. در سال ۱۹۷۰ نورداویاسیون با سود-اویاسیون ادغام شد و شرکت ملی صنایع هوافضا را که بعداً به آئروسپاسیال تغییر نام داد به وجود آورد. شرکت آئروسپاسیال نیز در نهایت با شرکت هوافضای اروپا در سال ۲۰۰۰ ادغام شد.